# Наволок (Волховский район)
Наволок — деревня в Хваловском сельском поселении Волховского района Ленинградской области.

## История
Деревня Наволок упоминается на карте Санкт-Петербургской губернии Ф. Ф. Шуберта 1834 года.

НАВОЛОК — деревня принадлежит майору Каменскому и господину Сомову, число жителей по ревизии: 31 м. п., 35 ж. п.. (1838 год)

На карте Ф. Ф. Шуберта 1844 года также отмечена деревня Наволок.

НАВОЛОК — деревня господ Цехановской и Сомовых, по просёлочной дороге, число дворов — 12, число душ — 41 м. п. (1856 год)

НАВОЛОК — деревня владельческая при реке Сяси, число дворов — 7, число жителей: 23 м. п., 17 ж. п.;

Волостное правление. Обывательская станция. (1862 год)

В 1866 году временнообязанные крестьяне деревни выкупили свои земельные наделы у М. П. Тютрюмова и стали собственниками земли.

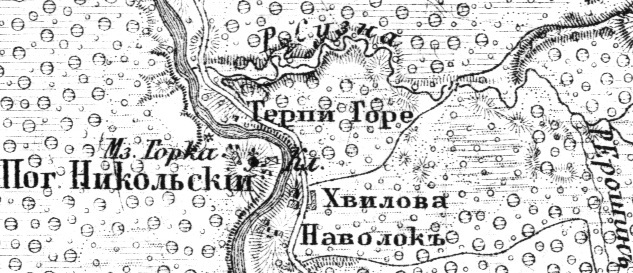
Деревня Наволок на карте 1872 года

В 1885 году временнообязанные крестьяне выкупили свои земельные наделы у И. С и П. С. Апрелевых.
Согласно епархиальным сведениям 1899 года деревня относилась к приходу церкви Святой Троицы (ранее Казанская (Николаевская)) Никольско-Сясьского погоста в селе Хвалово.
В конце XIX — начале XX века деревня административно относилась к Хваловской волости 2-го стана Новоладожского уезда Санкт-Петербургской губернии.
По данным «Памятной книжки Санкт-Петербургской губернии» за 1905 год деревня Наволок входила в состав Наволокского сельского общества.
Согласно карте Ленинградской области Северо-западного аэрогеодезического треста ГГУ издания 1932 года деревня насчитывала 10 крестьянских дворов.
По данным 1933 года деревня Наволок входила в состав Наволоцкого сельсовета Волховского района.
По данным 1966, 1973 и 1990 годов деревня Наволок входила в состав Хваловского сельсовета.
В 1997 году в деревне Наволок Хваловской волости проживал 21 человек, в 2002 году — 18 человек (все русские).
В 2007 году в деревне Наволок Хваловского СП — 14 человек.

## География
Деревня расположена в юго-восточной части района на автодороге 41К-372 (Дудачкино — Сырецкое).
Расстояние до административного центра поселения — 0,5 км.
Расстояние до ближайшей железнодорожной станции Колчаново — 15 км.
Деревня находится на правом берегу реки Сясь.

## Демография
| 1838 | 1862 | 1997 | 2007 | 2010 | 2017 |
| ---- | ---- | ---- | ---- | ---- | ---- |
| 66   | ↘40  | ↘21  | ↘14  | ↗19  | ↘15  |

### Национальный состав
Согласно данным Всероссийской переписи населения 2021 года в деревне проживали 7 человек, все русские.